# Țvetan Petkov
Țvetan Petkov (în bulgară Цветан Петков, n. 5 martie 1956) este un canotor bulgar. A concurat la Jocurile Olimpice de Vară din 1976 și 1980. A câștigat medalia de bronz la Campionatele Mondiale de Canotaj din 1977 și 1978.